# برندی مک کین
برندی مک کین (انگلیسی: Brandi McCain؛ زادهٔ ۲۱ سپتامبر ۱۹۷۹) بازیکن بسکتبال اهل ایالات متحده آمریکا است.
وی در مسابقات کشوری و بین‌المللی در مجموع برندهٔ ۱ مدال نقره شده‌است.